# João I de Portugal

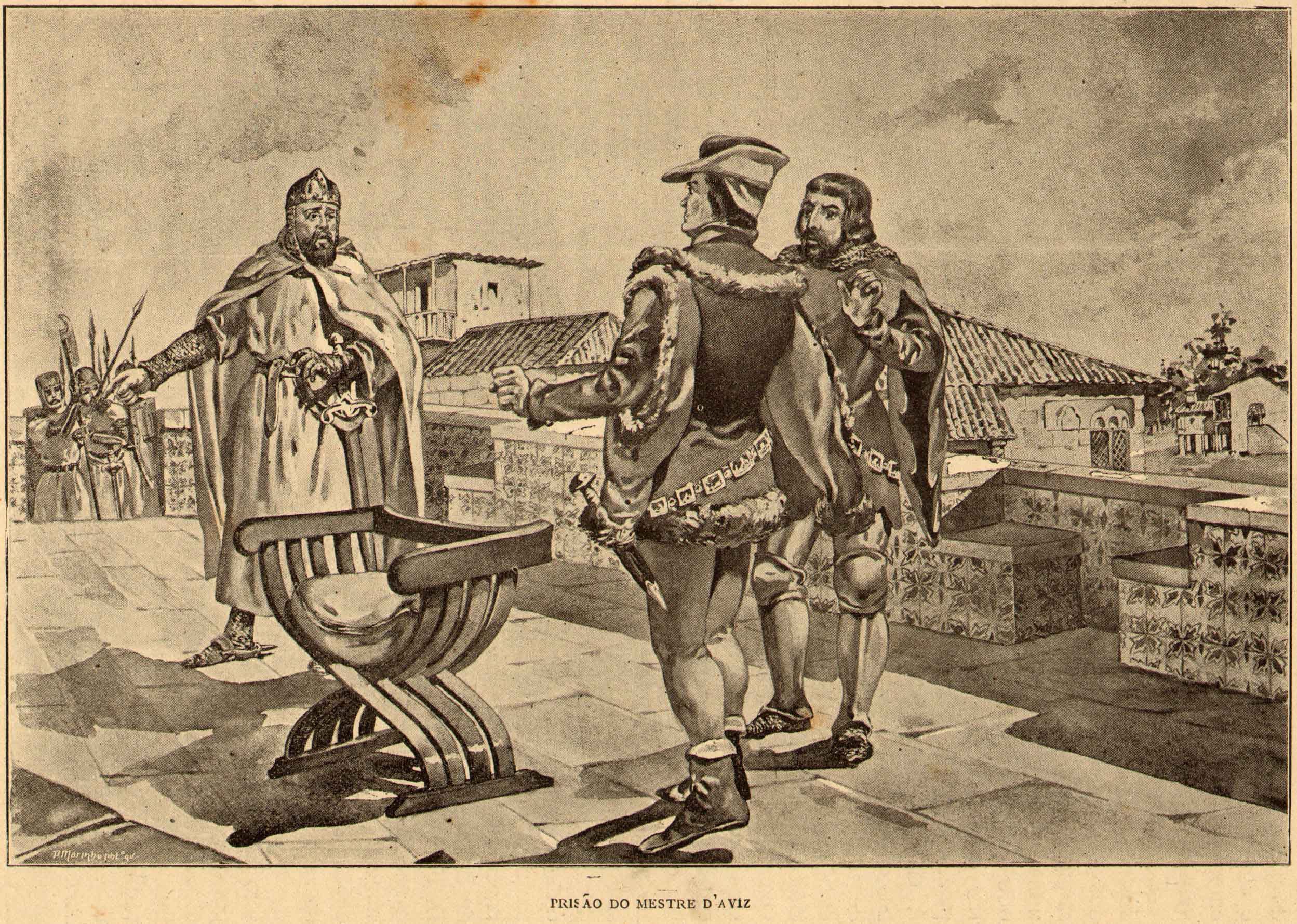
Prisão do mestre de Avis D. João

João I de Portugal (Lisboa, 11 de abril de 1357 – Lisboa, 13 de agosto de 1433), conhecido como o Mestre de Avis, foi o Rei de Portugal de 1385 até sua morte em 1433, sendo o primeiro monarca português da Casa de Avis. É reconhecido principalmente por seu papel na vitória de Portugal na guerra de sucessão com Castela, preservando a independência do seu país e estabelecendo a Casa de Avis (ou Joanina) no trono português. O seu longo reinado de 48 anos, o mais extenso de todos os monarcas portugueses, viu o início da expansão ultramarina de Portugal. Seu bem e lembrado reinado rendeu-lhe o epíteto "O de Boa Memória"; ele também era referido como "o Bom", às vezes "o Grande", e mais raramente, especialmente na Espanha, como "o Bastardo".
Era o filho ilegítimo do rei D. Pedro I de Portugal com sua amante Teresa Lourenço, tendo sido escolhido e aclamado como rei nas cortes de Coimbra, em 6 de abril no final da crise de 1383–1385.

## Vida
D. João era filho ilegítimo do rei Pedro I e de Teresa Lourenço, uma dama galega ou de uma filha de Vasco Lourenço da Praça, um mercador de Lisboa. Em 1364, foi consagrado mestre da Ordem de Avis, sendo nomeado por seu pai.
Cresceu com o referido seu avô materno. Depois da investidura nessa ordem de cavalaria, o Mestre passou aos cuidados do comendador-mor da cidade, Fernão Rodrigues de Sequeira. Visitava de vez em quando a corte, desenvolvendo amizade com o seu meio-irmão, o infante D. João, filho de Inês de Castro.
Durante o reinado do rei Fernando I, seu meio-irmão, em 1382 devido a intrigas da então rainha Leonor Teles, João foi preso em Évora e com ordem de execução. Pediu ajuda ao conde de Cambridge, tio de Filipa de Lencastre e foi solto. Este episódio iria tornar João cauteloso.
João foi eleito rei nas cortes da cidade de Coimbra, em abril de 1385, depois de um período de interregno, entre 1383-85, sendo conhecido por crise de 1383-1385. Após a morte do rei Fernando, meio-irmão de João, o país mergulhou em confusão e guerra civil. João foi escolhido para liderar uma revolta contra a regente Leonor Teles, rainha viúva. Tratou-se, então de uma revolução, pois o poder da regência passou para João que foi aclamado em Lisboa, Regedor e Defensor do Reino. Tratou, então de defender o país contra as investidas castelhanas, rodeando-se de amigos que o apoiaram, como Nuno Álvares Pereira que revelou ser um génio militar.
Com o apoio do condestável do reino, Nuno Álvares Pereira e aliados ingleses travou a Batalha de Aljubarrota contra o reino de Castela, que invadira o país. A vitória foi decisiva: Castela retirou-se, acabando bastantes anos mais tarde por o reconhecer oficialmente como rei.
Casou, em 2 de fevereiro de 1387, com Filipa de Lencastre, filha de João de Gante, fortalecendo por laços familiares a aliança Luso-Britânica, esta aliança perdura até hoje. Filipa era uma rainha culta, neta do rei Eduardo III de Inglaterra. Deste casamento nasceram oito filhos, sendo que os dois primeiros morreram novos. Os restantes ficaram conhecidos como Ínclita Geração.
A primeira metade do reinado foi marcado pela guerra contra Castela. Depois de feita a paz, para prestígio internacional, iniciou-se a expansão territorial para África e Atlântico, começando em 1415, a conquista de Ceuta, praça estratégica para a navegação no norte de África, o que iniciaria a expansão portuguesa. Aí foram armados cavaleiros os seus filhos D. Duarte I, D. Pedro e D. Henrique, irmãos da chamada Ínclita Geração.
A grande vitória obtida em Aljubarrota foi assinalada com a construção do Mosteiro da Batalha, um monumento que levou mais de cem anos a concluir de estilo gótico e estilo manuelino, onde está sepultado com a rainha e seus descendentes diretos.

### Crise de 1383–85
À data da morte do rei D. Fernando, Portugal parecia em risco de perder a independência. A rainha D. Leonor Teles de Menezes era impopular e olhada com desconfiança. Os rumores da ligação amorosa com o nobre galego João Fernandes Andeiro, personagem influente no paço, atraiu todas as críticas contra a sua pessoa e a do conde. Para além do mais, a sucessão do trono recaía sobre a infanta D. Beatriz, única filha de Fernando I e de Leonor Teles de Menezes, casada aos dez anos de idade com o rei João I de Castela.
No entanto, a burguesia e parte da nobreza juntaram-se à voz popular que clamava contra a perda da independência. Dois candidatos apareceram para competir com D. João I de Castela e D. Beatriz pela coroa portuguesa: D. João, filho de D. Pedro I e de Inês de Castro, e D. João, filho de D. Pedro I e de Teresa Lourenço, que veio a tornar-se rei.
Acicatado por um grupo de burgueses e nobres, entre os quais Álvaro Pais e o jovem D. Nuno Álvares Pereira e tomando em linha de conta o descontentamento geral, o mestre de Avis assassina o conde de Andeiro no paço a 6 de dezembro de 1383. Com a posterior fuga de Leonor Teles de Lisboa para Alenquer inicia-se a sucessão de acontecimentos que lhe entregará a regência, a qual de início planeia exercer em nome de seu meio-irmão, o infante D. João. Mas como este último já fora aprisionado por D. João I de Castela, abria-se então a possibilidade política de o mestre de Avis vir a ser rei.

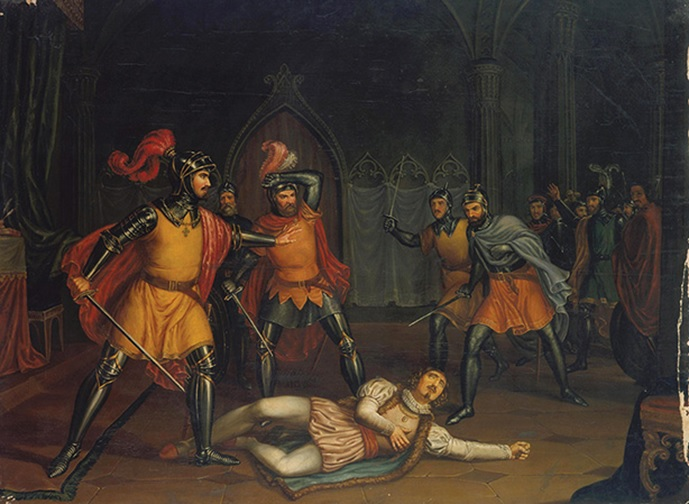
Morte do Conde Andeiro; Museu Nacional Soares dos Reis, Porto

O assassinato do conde Andeiro explica-se, bem mais do que pela vontade de vingar a honra do falecido rei D. Fernando, ainda que este tenha sido um dos motivos, pela razão de que D. João I de Castela havia começado a violar o pacto antenupcial do tratado de Salvaterra de Magos, logo no primeiro dia em que se fez aclamar, em Toledo, «Rei de Castela e Portugal». Aquele tratado antenupcial apenas conferia a si e à sua mulher D. Beatriz, sendo esta herdeira de Fernando I, o título nominal de reis e senhores de Portugal, mas sem deterem poderes de efectiva governação. Além disso, os reinos de Castela e Portugal deviam manter-se separados. Para além de logo ter mesclado as armas dos dois reinos, D. João I de Castela, continuando a desrespeitar o tratado, entra em Portugal pela Guarda nos finais de dezembro de 1383. Queria ser soberano pleno, e não de dois reinos separados mas dum único, considerando que não tinha que atender em nada ao tratado de Salvaterra de Magos porque a sua mulher Beatriz era a herdeira do trono português.
Seguiu-se a crise de 1383–1385, ou Interregno, um período de anarquia e instabilidade política onde as diferentes cidades e vilas de Portugal se declaravam umas por D. Leonor Teles (a maioria destas até ela abdicar da regência em benefício de D. João I de Castela e da filha), outras por D. Beatriz e o seu marido, outras ainda pelo mestre de Avis, além das que se mantiveram neutras, na expectativa do desenlace.
A guerra civil arrastou-se por mais de um ano. Nuno Álvares Pereira, posteriormente Condestável de Portugal, revelou-se um general de grande valor, ao contrário, ao início, do próprio pretendente ao trono. Fernão Lopes é um crítico feroz das acções militares do futuro rei, durante o primeiro ano de guerra, dado que tinha tendência a preferir os cercos e a assistência dos grandes fidalgos, sem outros resultados que não fossem traições, ao contrário da luta militarmente inovadora e terrivelmente eficaz de Nuno Álvares, que conseguiu vencer a batalha dos Atoleiros, no Alentejo e deu boa ajuda a Lisboa, onde o João ficou sitiado sem se ter podido abastecer das provisões necessárias para aguentar durante muito tempo o cerco.
Depois das Cortes de Coimbra, o rei D. João I mostrou-se um bom seguidor das tácticas militares de D. Nuno Álvares e do conselho de guerra deste constituído por escudeiros.

## Reinado

Bandeira pessoal de, cuja divisa era «Pour bien»

Finalmente, a 6 de abril de 1385, as Cortes portuguesas reunidas em Coimbra elegem o mestre de Avis, D. João, rei de Portugal. Esta tomada de posição significava na prática que a guerra com Castela prosseguiria sem quartel, visto que declarava nulo o estatuto de D. Beatriz de Portugal, rainha consorte de Castela, como herdeira de D. Fernando, e isto devido em especial à violação do tratado de Salvaterra tanto pelo seu marido como por ela (tivera de jurar o tratado em Badajoz, aquando do casamento). «Venhamos a outra maior contradição», disse João das Regras, ao começar a falar da «quebra dos trautos» no seu discurso perante as Cortes de Coimbra. E como os quebrara, não podia suceder ao pai, o «postumeiro (último) possuidor» destes reinos. É por isso que na História de Portugal Beatriz não figura como rainha, pois foram as próprias Cortes de 1385 a proclamar que ao rei D. Fernando I, postumeiro possuidor do reino de Portugal, quem sucedeu foi o rei D. João I, eleito por unanimidade. Isto foi mais pelas ameaças de Nuno Álvares do que pelos argumentos de João das Regras.
Assim que se tornou rei, nomeou Nuno Álvares condestável, ficando este responsável pela organização militar. Outra medida foi a mudança para o papa de Roma, Urbano VI, consequência do Grande Cisma do Ocidente. Para o cargo de chanceler é nomeado João das Regras que defendia a centralização do poder real.
Em maio de 1385, parte do exército de Castela invade Portugal pela Beira. Os nobres da região uniram-se e travou-se a batalha de Trancoso. Pouco depois, em junho de 1385, João I de Castela invade pela segunda vez Portugal com o objetivo de tomar Lisboa e ver-se livre do «Mestre d’Avis que se chamava rei» (era o modo como os castelhanos o designavam). Com os castelhanos vinha então um grande contingente de cavalaria francesa. A França era aliada de Castela enquanto os ingleses eram aliados de D. João I (Guerra dos Cem Anos). Como resposta D. João I prepara-se com Nuno Álvares para a batalha decisiva. O Condestável de Portugal, que o rei nomeara aquando das Cortes de Coimbra e o seu conselho de escudeiros montaram então uma tremenda armadilha ao exército castelhano.

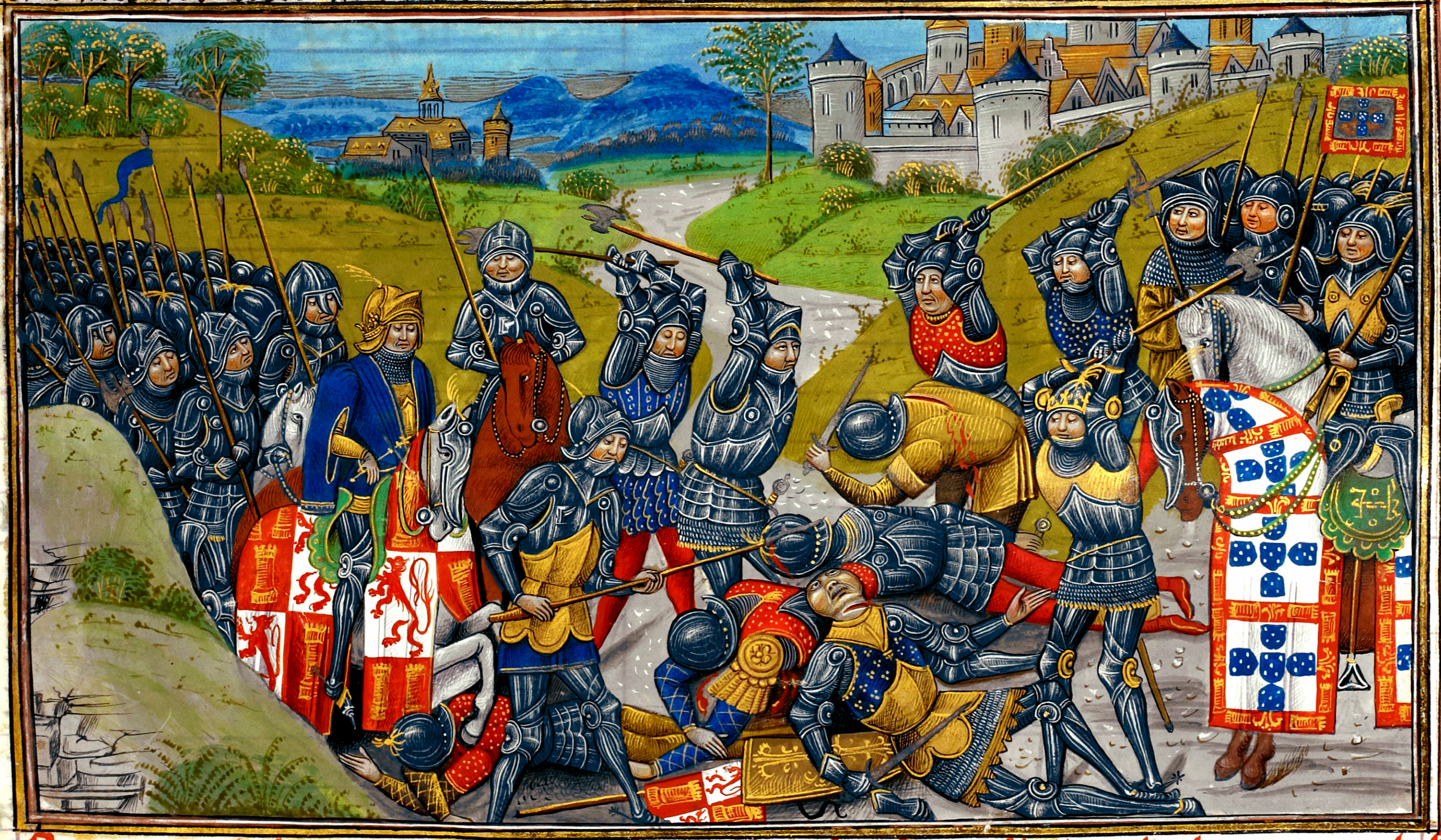
O génio militar de Nuno Álvares Pereira foi decisivo na Batalha de Aljubarrota

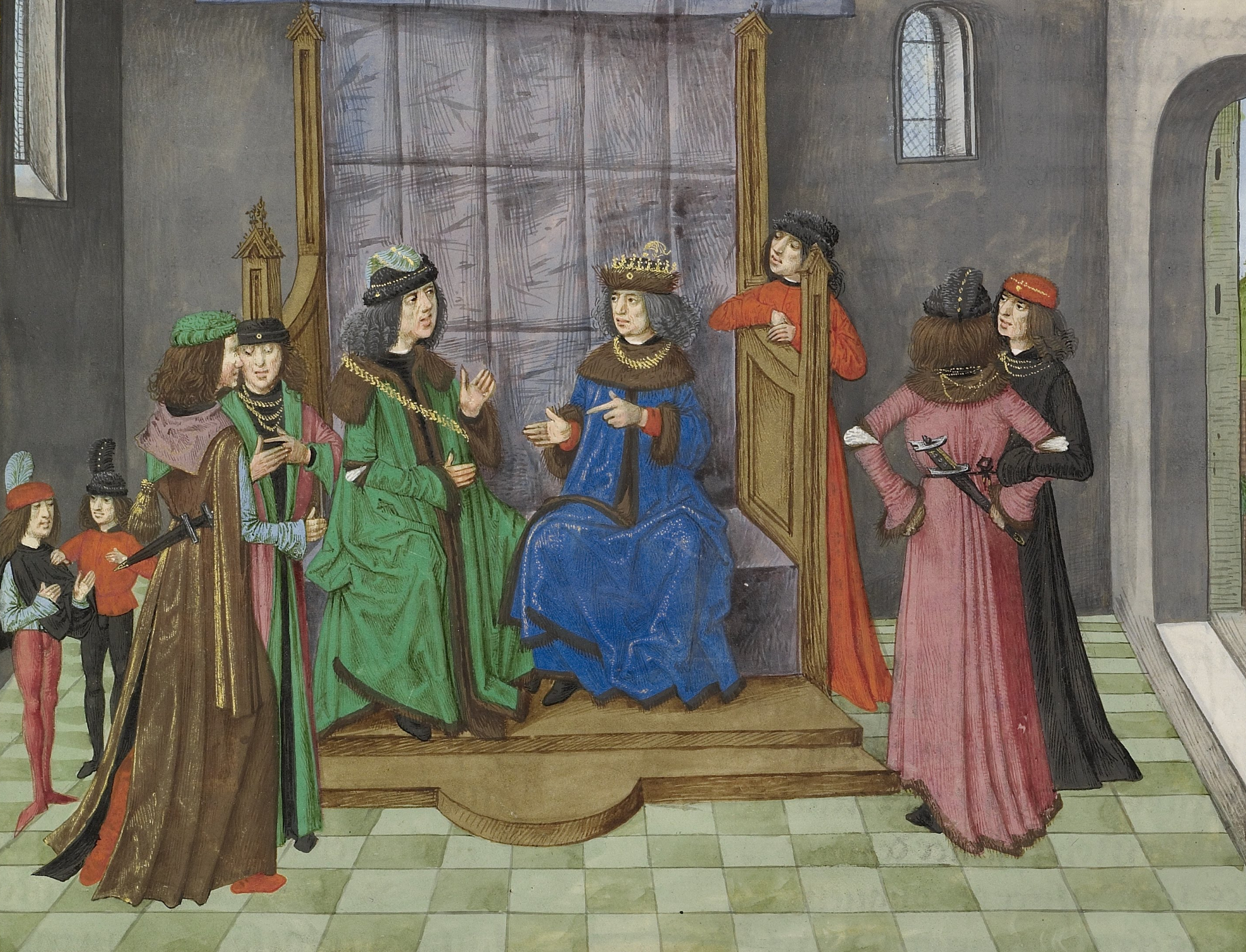
João de Gante, pai de Filipa de Lencastre, em reunião com

A invasão castelhana transformou-se em debandada durante o Verão, depois da decisiva Batalha de Aljubarrota travada a 14 de agosto, perto de Alcobaça, onde o exército castelhano foi quase totalmente aniquilado, apesar de se encontrarem em vantagem numérica de 4 para 1. Castela teve de retirar-se do combate e a estabilidade da coroa de D. João I ficou solidamente garantida. Dois meses após aquela batalha, o condestável toma a iniciativa e invade Castela, travando-se a batalha de Valverde, com a vitória portuguesa. Em 1400 são feitas tréguas com Castela (uma trégua temporária foi feita entre os dois reinos em novembro de 1387) e em 1411 é assinado um tratado de paz com aquele país definitivamente confirmado, reconhecendo Castela sem quaisquer reservas D. João I como rei de Portugal.
A aliança com a Inglaterra foi reforçada com o tratado de Windsor, assinado entre emissários do rei português com o rei inglês: Ricardo II. Ao casar com Filipa de Lencastre é feita uma aliança com o pai desta, João de Gante que pretendia ser rei de Castela por estar casado com Constança de Castela, filha de Pedro I de Castela. A guerra continuou contra Castela com ajuda inglesa. Mais tarde, João de Gante casa a filha Catarina de Lencastre, filha de Constança com Henrique III de Castela e desiste da sua pretensão.
Com as muitas recompensas dadas ao condestável, este tornou-se na figura mais poderosa e rica, depois do rei. O condestável era conde de Ourém, de Arraiolos e de Barcelos. A sua única filha Beatriz era a herdeira mais rica. O rei casa o seu primeiro filho Afonso com Beatriz. Afonso recebe do sogro o condado de Barcelos, com autorização do rei.
Foi um reinado com frequentes cortes, quase uma por ano, totalizando 28 entre 1385 e 1430.  Durante este reinado foram muitas as queixas contra os privilegiados. Antes de ser rei, João tinha prometido celebrar cortes todos os anos. Grande parte do reinado é marcado pela guerra: de 1385 até 1411, ano do tratado de paz. Durante esse período, muitas foram as dificuldades: impostos e inflação muito alta. As sisas passaram a garantir receita à coroa. Depois desse período até à morte, houve uma política de expansão territorial. Foi neste reinado que começou a ser aplicada a chamada Lei Mental, publicada no reinado seguinte. A partir de 1412, associou o seu filho Duarte ao governo, ficando Duarte responsável pela justiça e as finanças. O poder real ficou reforçado com a política do rei, manteve o controlo dos concelhos e por causa da guerra manteve as receitas das sisas.
No campo internacional, a expansão para Marrocos dava prestígio ao rei. A política de casamentos dos filhos permitiu que a nova dinastia fosse reconhecida e respeitada.
O seu longo reinado durou 48 anos, o mais longo da monarquia lusa. Juntando o tempo em que foi regente, quase 18 meses, governou por quase 50 anos.

### Expansão do território

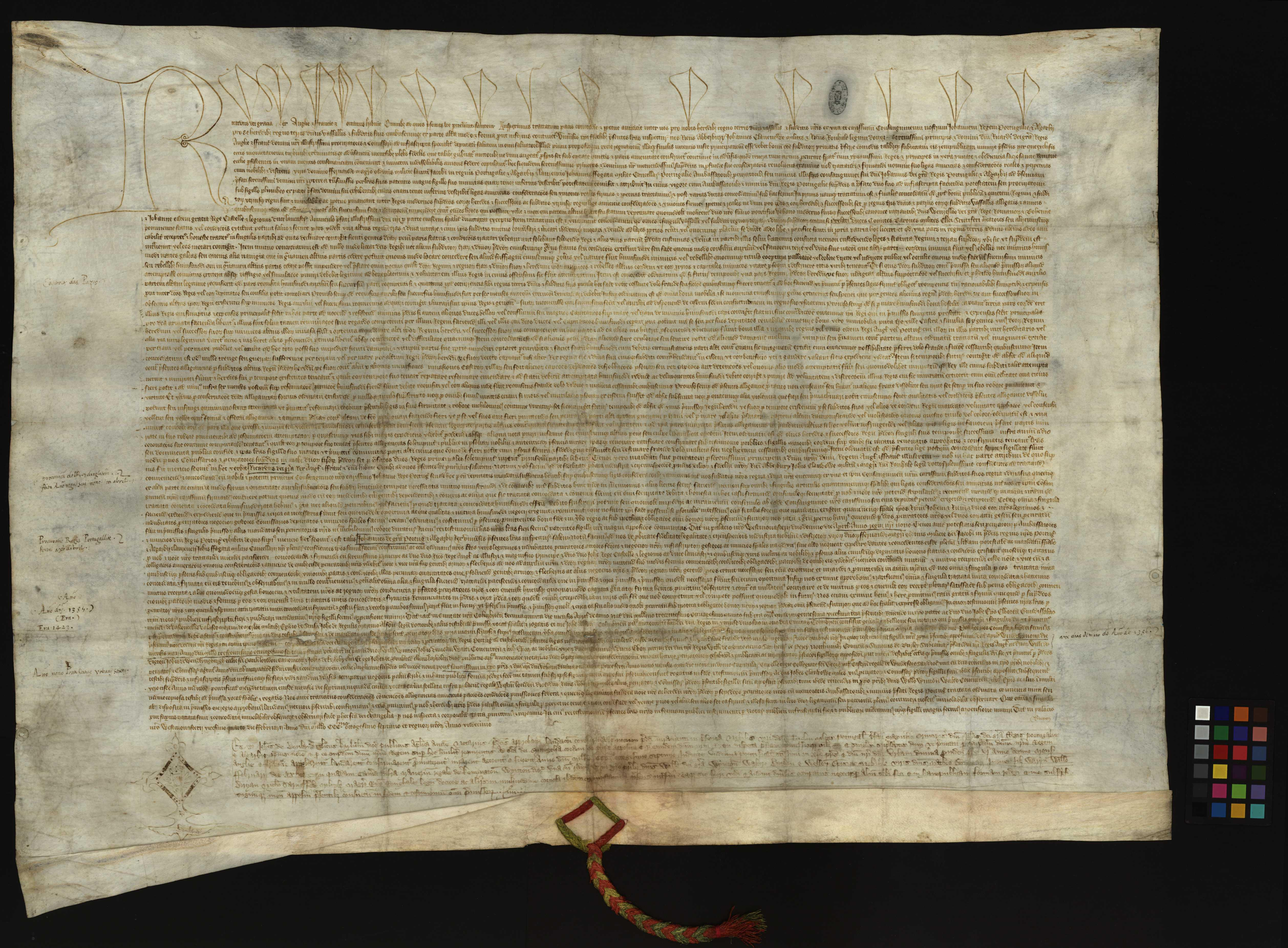
Tratado de Windsor

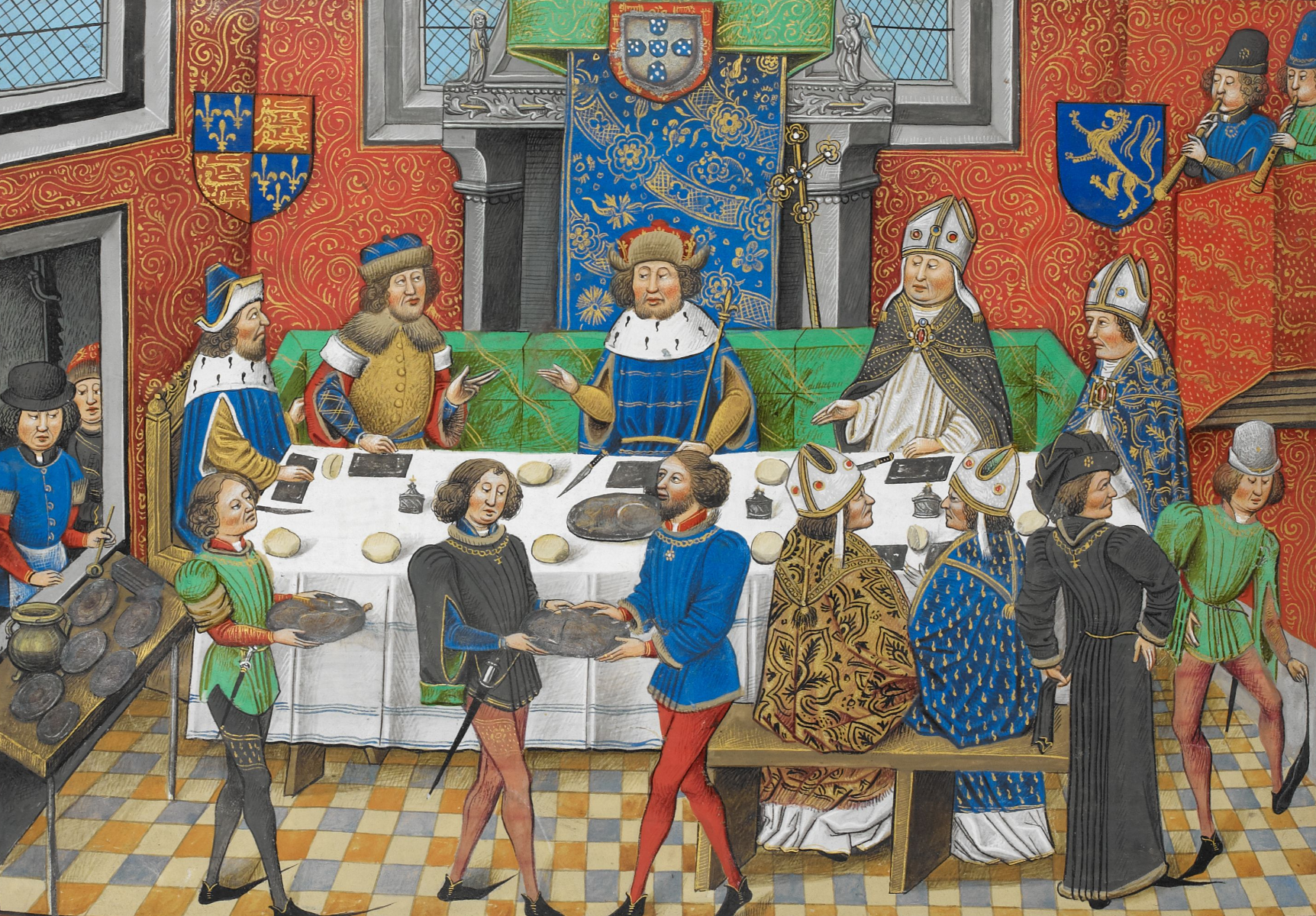
João de Gante jantando com ; em Chronique d' Angleterre

Quando o rei quis armar os seus filhos cavaleiros, estes propuseram a conquista de Ceuta, no Norte de África, em 1415, uma praça de importância estratégica no controle da navegação na costa de África que é conquistada a 21 de agosto. Entretanto, na véspera da partida de Lisboa, morrera a rainha D. Filipa de Lencastre. Após a conquista, são armados cavaleiros, na anterior mesquita daquela cidade, os infantes D. Duarte, D. Pedro e D. Henrique. O filho Pedro tornou-se duque de Coimbra e Henrique, duque de Viseu.

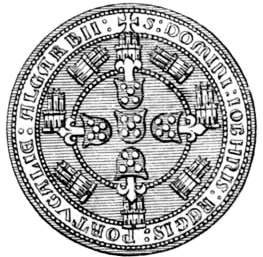
Selo real de

A conquista de Ceuta no entender do rei, dava-lhe prestígio internacional. O rei além de não ser filho legítimo, fora eleito rei em cortes, algo bastante inédito na altura. Ceuta em termos económicos tornou-se dispendiosa, mas o rei não desistiu de a manter e pensava em continuar a expansão.
No reinado de D. João I foram redescobertas as ilhas de Porto Santo (1418), da Madeira (1419) e dos Açores (1427), além de se fazerem expedições às Canárias. Teve início, igualmente, o povoamento dos arquipélagos dos Açores e da Madeira.
Em 1420, o seu filho Henrique tornou-se administrador da Ordem de Cristo, desde então as velas das embarcações passaram a usar a cruz de Cristo.

## Legado

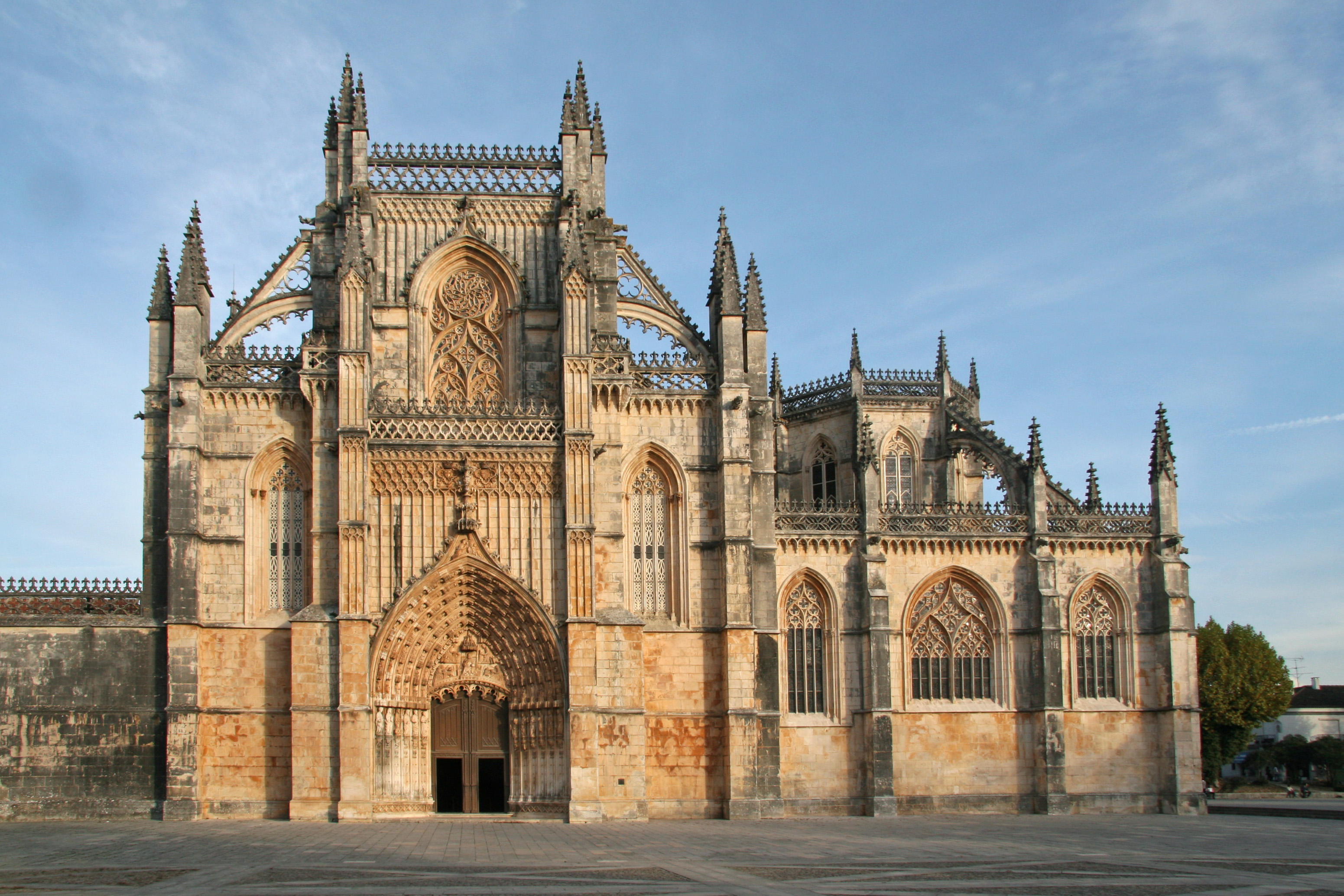
Mosteiro da Batalha, construído em memória da vitória em Aljubarrota

Cronistas contemporâneos descrevem D. João I como um homem arguto, cioso em conservar o poder junto de si, mas ao mesmo tempo benevolente e de personalidade agradável. Na juventude, a educação que recebeu como mestre da Ordem de Avis transformou-o num rei invulgarmente culto para a época. O rei escreveu o Livro da montaria, uma obra sobre o desporto da caça grossa, atividade paramilitar na época.
O seu amor ao conhecimento passou também para os filhos, designados por Luís Vaz de Camões, nos Lusíadas, por «Ínclita geração»: o rei D. Duarte I  foi poeta e escritor, D. Pedro, Duque de Coimbra o «Príncipe das Sete Partidas», foi um dos príncipes mais esclarecidos do seu tempo e muito viajado, e o Henrique, Duque de Viseu, «o navegador», investiu toda a sua fortuna em investigação relacionada com navegação, náutica e cartografia, dando início à epopeia dos Descobrimentos.
A sua filha Isabel casou com o Duque da Borgonha e entreteve uma corte refinada e erudita nas suas terras. Isabel é mãe de Carlos, o Temerário e este é bisavô do imperador Carlos V.
Foi cognominado O de Boa Memória, pela lembrança de Aljubarrota, luta pela independência e expansão territorial. Foi lembrado em 1451 como «pai dos Portugueses».
A utilização da Era Hispânica como meio de datação foi abolida em Portugal por carta régia de D. João I, datada de 22 de agosto de 1422, sendo adotada a Era de Cristo cuja utilização espalhou-se pelo país.

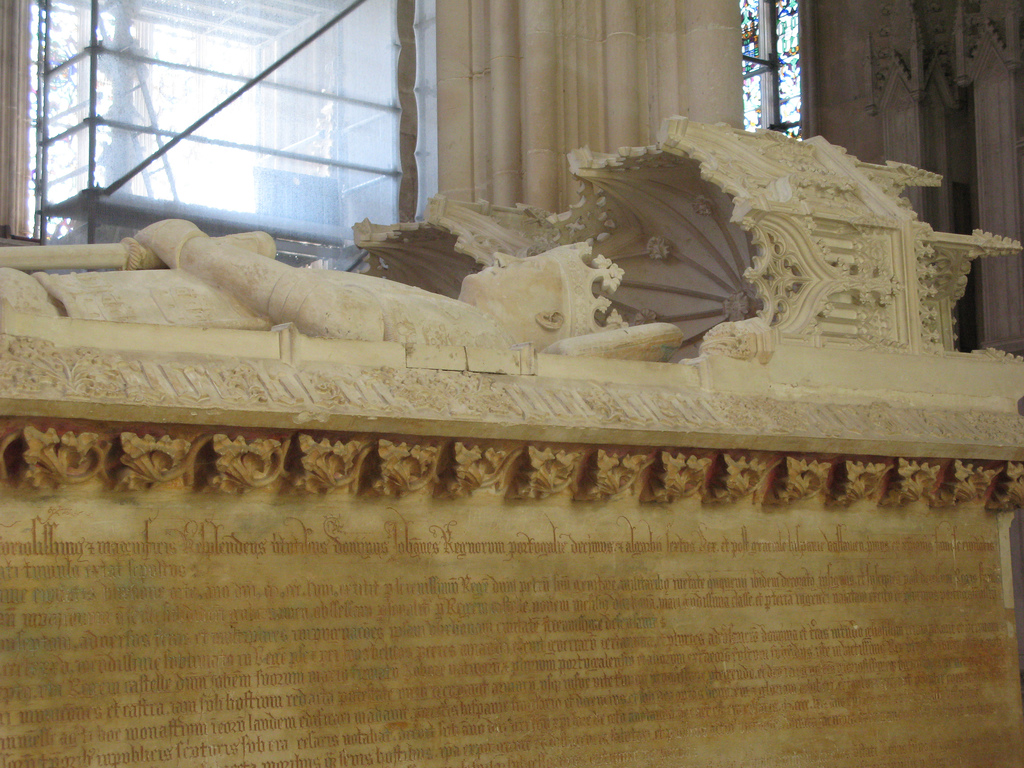
Túmulo de no Mosteiro da Batalha

D. João morreu a 13 de agosto de 1433. Todavia, por uma questão de propaganda dinástica, muito bem esboçada por seu filho D. Duarte, a data foi alterada para 14.
A política de casamentos levada a cabo pelos seus descendentes permitiu que os diversos monarcas da Europa sejam descendentes de João I. Os seus descendentes, além de reis de Portugal, foram reis de Espanha, França e imperadores do Sacro Império.
Jaz na Capela do Fundador, no Mosteiro de Santa Maria da Vitória, na Batalha.
Foi impressa uma nota de 1.000$00 Chapa 6 de Portugal com a sua imagem.

### Títulos e estilos
Os títulos usados pelo rei foram:
- 11 de abril de 1357 – 1364: "D. João";
- 1364 – 16 de dezembro de 1383: "D. João, Mestre de Avis";
- 16 de dezembro de 1383 – 6 de abril de 1385: "D. João, Mestre de Avis, Regedor e Defensor do Reino";
- 6 de abril de 1385 – 13 de agosto de 1433: "Sua Mercê, o Rei".

O estilo oficial de João enquanto Rei era até 1415: "Pela Graça de Deus, D. João, Rei de Portugal e do Algarve". Em 1415, após a conquista de Ceuta, a titulatura evoluiu para: "Pela Graça de Deus, D. João, Rei de Portugal e do Algarve, e Senhor de Ceuta".

## Descendência
Os nomes dos filhos homenageavam tanto membros da família de D. João I quanto de D. Filipa, o que mostra o respeito dos reis pelos seus antepassados.

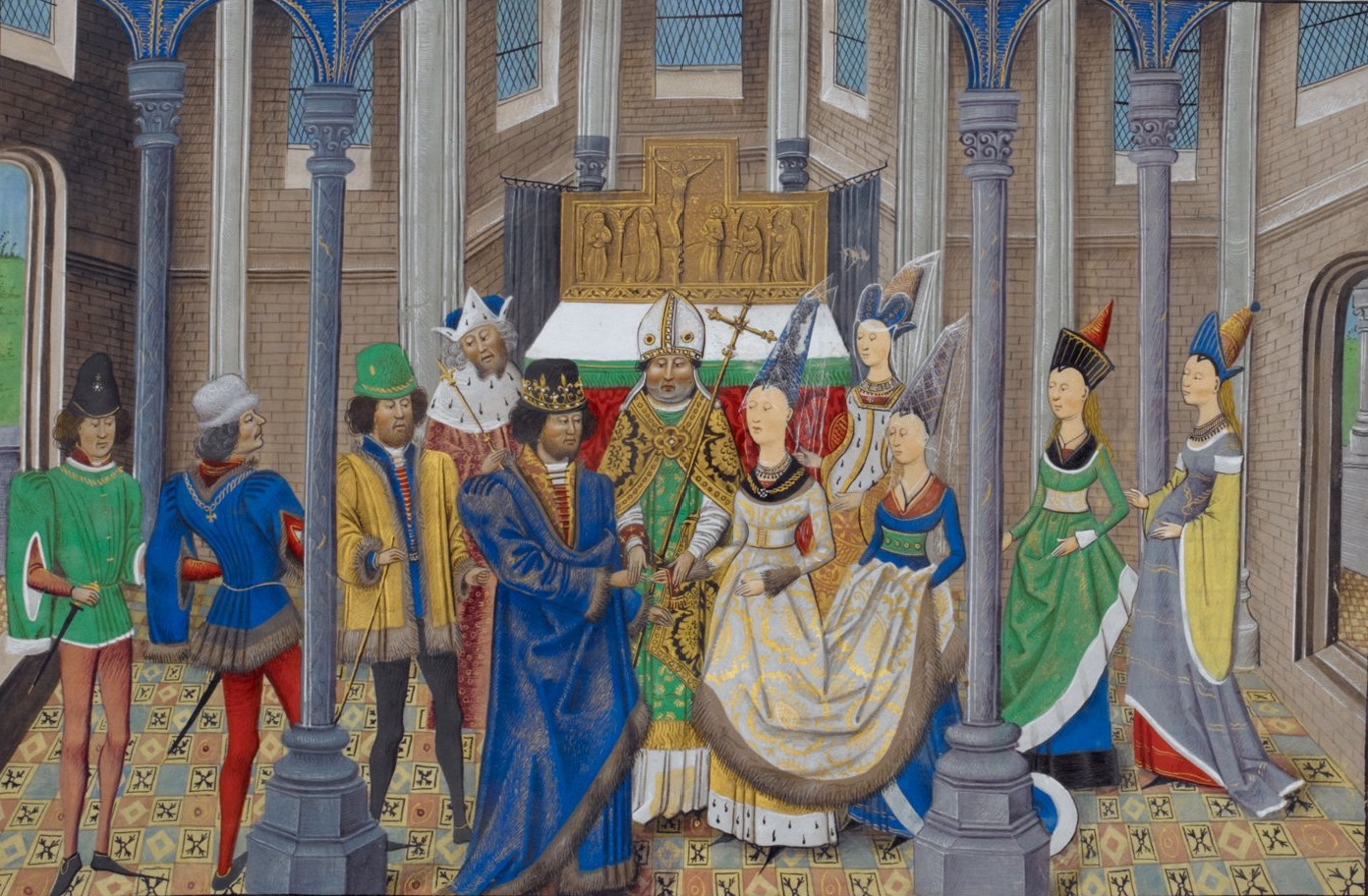
Casamento de com D. Filipa de Lencastre

"Das travessuras da mocidade trazia […] consigo D. João I um filho […]. A inferioridade relativa imposta pela bastardia […] azedou o caráter do conde de Barcelos […] O condestável de Bourbon escreveu na sua espada 'Je percerai', e essa espada, através de mil perfídias […] penetrou, abrindo-lhe o caminho do trono […], ganhando, afinal, com o ducado de Bragança, […] fazer deste posto o degrau que levou também ao Trono os seus descendentes. Tinha dez anos apenas, quando seu pai se casou (com D. Filipa de Lencastre)".
Do seu casamento com Filipa de Lencastre (1360–1415), para além de um aborto em julho de 1387, nasceram oito filhos. Destes, os seis que chegaram à idade adulta seriam lembrados como a ínclita geração:
- Branca (13 de julho de 1388 – 6 de março de 1389), morreu jovem, antes de completar um ano de idade. O seu nome honrava a mãe de D. Filipa, Branca de Lencastre;[31]
- Afonso (1390 – 1400), morreu jovem, em Braga onde se encontra enterrado na Sé Primacial. Recebeu o mesmo nome que D. Afonso I, o rei fundador de Portugal;[31]
- Duarte I de Portugal (1391 – 1438), sucessor do pai no trono português, poeta e escritor. O seu nome homenageava simultaneamente seu bisavô materno, Eduardo III de Inglaterra, e o tio-avô Eduardo, o Príncipe Negro;[31]
- Pedro, Duque de Coimbra (1392 – 1449), recebeu o nome de seu avô paterno, o rei Pedro I de Portugal. Foi um dos príncipes mais esclarecidos do seu tempo, sendo regente durante a menoridade do seu sobrinho, o futuro rei D. Afonso V. Tornou-se cavaleiro da Ordem da Jarreteira, a mesma a que seus pais pertenciam. Morreu na batalha de Alfarrobeira;[31]
- Henrique, Duque de Viseu, O Navegador (1394 – 1460), recebeu esse nome em homenagem ao bisavô, Henrique de Grosmont, ou ao tio materno, o rei Henrique IV da Inglaterra. Investiu a sua fortuna em investigação relacionada com navegação, náutica e cartografia;[31]
- Isabel (1397 – 1471), casou com Filipe III, Duque da Borgonha e entreteve uma corte refinada e erudita nas suas terras. O seu nome homenagearia suas duas linhagens: a paterna, com a rainha Santa Isabel de Portugal e a materna, através da tia Isabel ou da bisavó, Isabel de Beaumont;[31]
- João, Condestável de Portugal (1400 – 1442), avô de Isabel de Castela. O seu nome foi escolhido em honra de seu pai e de seu avô, João de Gante;[31]
- Fernando, o Infante Santo (1402 – 1443), morreu no cativeiro em Fez. O seu nome foi uma homenagem ao tio paterno, o rei Fernando I de Portugal.[31]

D. João de Avis teve de Inês Pires os bastardos:
- Afonso I (1377 – 1461), primeiro duque de Bragança;[32]
- Beatriz (ca. 1380 – 1439), casada com Thomas FitzAlan, 12.º Conde de Arundel.[32]